# Lepidasthenia stuardi
Lepidasthenia stuardi är en ringmaskart som beskrevs av Hartmann-Schröder 1965. Lepidasthenia stuardi ingår i släktet Lepidasthenia och familjen Polynoidae. Inga underarter finns listade i Catalogue of Life.